# Torino Calcio 1996-1997
Questa voce raccoglie le informazioni riguardanti il Torino Calcio nelle competizioni ufficiali della stagione 1996-1997.

## Stagione
Nella stagione 1996-1997 il Torino sceso di categoria, disputa il campionato cadetto, allenato da Mauro Sandreani raccogliendo 50 punti che valgono il nono posto in classifica. Nessuno pensava che la Serie B sarebbe stata una passeggiata per il Toro ferito e retrocesso, ma è stata una stagione difficile, soprattutto nel girone di ritorno. Il girone di andata si è chiuso con ben cinque vittorie consecutive che hanno issato i granata al secondo posto a 34 punti, a quattro lunghezze dalla capolista Lecce.
Sembra essere il preludio di un girone di ritorno foriero di soddisfazioni, ma è solo il canto del cigno per i granata: infatti il girone discendente è stato un vero psicodramma, con 15 soli punti messi insieme, e goal segnati con il contagocce. Nemmeno il cambio allenatore, avvenuto dopo la sconfitta interna (1-2) contro il Padova, ai primi di aprile, con l'ex portiere granata Lido Vieri nei panni di allenatore, si è rivelato fruttuoso.
Il miglior marcatore stagionale dei granata è stato Marco Ferrante preso a settembre dalla Salernitana, via Parma, autore di 13 reti in campionato. In Coppa Italia superato il primo turno vincendo in agosto (0-2) a Gualdo Tadino, nel secondo turno fuori dal torneo per mano del Bologna (2-1) al Dall'Ara.

## Divise e sponsor
Lo sponsor tecnico fu Kelme, mentre lo sponsor principale fu SDA Express Courier.
| Casa | Trasferta |

## Società
- Presidente:[5]
  - Massimo Vidulich
  - Gianmarco Calleri
(fino al 18/03/1997)
- Segretario generale:
  - Federico Bonetto

- Direttore sportivo:
  - Giorgio Vitali
- Allenatore:[6]
  - Lido Vieri
  - Mauro Sandreani
(fino al 07/04/1997)

## Rosa
| N. |                     | Ruolo | Calciatore          |
| -- | ------------------- | ----- | ------------------- |
| 1  | Italia (bandiera)   | P     | Fabrizio Casazza    |
| 2  | Italia (bandiera)   | D     | Roberto Cevoli      |
| 3  | Italia (bandiera)   | D     | Roberto Maltagliati |
| 4  | Italia (bandiera)   | D     | Alessandro Pedroni  |
| 5  | Italia (bandiera)   | D     | Luca Mezzano        |
| 6  | Italia (bandiera)   | D     | Roberto Cravero     |
| 7  | Italia (bandiera)   | D     | Moreno Longo        |
| 8  | Italia (bandiera)   | C     | Carmine Nunziata    |
| 9  | Camerun (bandiera)  | A     | Samuel Ipoua        |
| 10 | Slovenia (bandiera) | A     | Matjaž Florijančič  |
| 11 | Italia (bandiera)   | C     | Paolo Cristallini   |
| 12 | Italia (bandiera)   | P     | Luca Mordenti       |
| 13 | Italia (bandiera)   | D     | Paolo Martelli      |
| 14 | Italia (bandiera)   | D     | Giuseppe Geraldi    |
| 15 | Ghana (bandiera)    | C     | Abedi Pelé          |
| 16 | Italia (bandiera)   | C     | Vincenzo Sommese    |
| 17 | Italia (bandiera)   | A     | Felice Foglia       |

| N. |                   | Ruolo | Calciatore         |
| -- | ----------------- | ----- | ------------------ |
| 18 | Italia (bandiera) | C     | Fabio Cinetti      |
| 19 | Italia (bandiera) | A     | Claudio Balesini   |
| 20 | Italia (bandiera) | C     | Massimo Lombardini |
| 21 | Italia (bandiera) | C     | Valeriano Fiorin   |
| 22 | Italia (bandiera) | P     | Enzo Biato         |
| 23 | Italia (bandiera) | C     | Daniele Di Donato  |
| 24 | Italia (bandiera) | C     | Alessio Scarchilli |
| 25 | Italia (bandiera) | A     | Marco Ferrante     |
| 26 | Italia (bandiera) | A     | Fabrizio Cammarata |
| 27 | Italia (bandiera) | D     | Stefano Mercuri    |
| 28 | Italia (bandiera) | C     | Pasquale Rocco     |
| 29 | Italia (bandiera) | C     | Marco Andreotti    |
| 30 | Italia (bandiera) | P     | Saul Santarelli    |
| 31 | Italia (bandiera) | C     | Piero Lo Gatto     |
| 32 | Italia (bandiera) | A     | Simone Tiribocchi  |
| 33 | Italia (bandiera) | A     | Sergio Pellissier  |
| 34 | Italia (bandiera) | D     | Alex Negro Frer    |

## Calciomercato

### Sessione estiva
| Acquisti | Acquisti           | Acquisti    | Acquisti      |
| R.       | Nome               | da          | Modalità      |
| -------- | ------------------ | ----------- | ------------- |
| P        | Fabrizio Casazza   | Verona      | definitivo    |
| P        | Saul Santarelli    | Spezia      | definitivo    |
| D        | Roberto Cevoli     | Reggiana    | definitivo    |
| D        | Giuseppe Geraldi   | Nola        | fine prestito |
| D        | Paolo Martelli     | Montevarchi | definitivo    |
| D        | Alessandro Pedroni | Inter       | definitivo    |
| C        | Fabio Cinetti      | Inter       | definitivo    |
| C        | Valeriano Fiorin   | Venezia     | fine prestito |
| C        | Massimo Lombardini | Vicenza     | definitivo    |
| C        | Carmine Nunziata   | Padova      | definitivo    |
| C        | Pasquale Rocco     | Perugia     | definitivo    |
| C        | Alessio Scarchilli | Roma        | definitivo    |
| A        | Claudio Balesini   | Empoli      | definitivo    |
| A        | Fabrizio Cammarata | Verona      | definitivo    |
| A        | Marco Ferrante     | Parma       | definitivo    |
| A        | Matjaž Florijančič | Cremonese   | definitivo    |
| A        | Samuel Ipoua       | Inter       | prestito      |
| A        | Simone Tiribocchi  | Pistoiese   | definitivo    |

| Cessioni | Cessioni             | Cessioni       | Cessioni      |
| R.       | Nome                 | a              | Modalità      |
| -------- | -------------------- | -------------- | ------------- |
| P        | Enzo Biato           | Lucchese       | prestito      |
| P        | Massimiliano Caniato | Udinese        | fine prestito |
| P        | Domenico Doardo      | Cremonese      | definitivo    |
| D        | Jocelyn Angloma      | Inter          | definitivo    |
| D        | Roberto Bacci        | Verona         | prestito      |
| D        | Alessandro Dal Canto | Vicenza        | definitivo    |
| D        | Giulio Falcone       | Fiorentina     | definitivo    |
| D        | Giuseppe Geraldi     | Spezia         | definitivo    |
| D        | Mauro Milanese       | Napoli         | definitivo    |
| D        | Fabio Moro           | Salernitana    | definitivo    |
| D        | Alessandro Pedroni   | Cremonese      | prestito      |
| D        | Sean Sogliano        | Lucchese       | definitivo    |
| C        | Antonino Bernardini  | Roma           | definitivo    |
| C        | Giuseppe Minaudo     | Fidelis Andria | definitivo    |
| C        | Augustine Simo       | Lugano         | definitivo    |
| A        | Abedi Pelé           | Monaco 1860    | definitivo    |
| A        | Claudio Balesini     | Alessandria    | definitivo    |
| A        | Alberto Bernardi     | Prato          | definitivo    |
| A        | Davide Dionigi       | Reggina        | definitivo    |
| A        | Felice Foglia        | Juve Stabia    | prestito      |
| A        | Veldin Karić         | Lugano         | prestito      |
| A        | Samuel Ipoua         | Rapid Vienna   | fine prestito |
| A        | Ruggiero Rizzitelli  | Bayern Monaco  | definitivo    |

## Risultati

### Serie B

#### Girone di andata
| Arbitro: | De Santis (Tivoli) |

|                 |           |  |
| Florijančič 59’ | Marcatori |  |

| Arbitro: | Messina (Bergamo) |

|                 |           |                 |
| C. Bellucci 66’ | Marcatori | 55’ Cristallini |

| Arbitro: | Bettin (Padova) |

|                            |           |                          |
| Cevoli 21’ Cristallini 78’ | Marcatori | 18’ Ventola 67’ Ingesson |

| Arbitro: | Serena (Bassano del Grappa) |

|                                     |           |  |
| Cappellini 7’ Bertarelli 92’ (rig.) | Marcatori |  |

| Arbitro: | Rodomonti (Teramo) |

|                                                       |           |           |
| Scarchilli 52’ (rig.) Cristallini 62’ Florijančič 77’ | Marcatori | 46’ Tatti |

| Arbitro: | Borriello (Mantova) |

|                 |           |  |
| Moro 64’ (aut.) | Marcatori |  |

| Brescia 20 ottobre 1996, ore 15:00 UTC+2 7ª giornata | Brescia            | 0 – 0 | Torino | Stadio Mario Rigamonti (9.568 spett.)\| Arbitro: \| Stafoggia (Pesaro) \| |
| Arbitro:                                             | Stafoggia (Pesaro) |       |        |                                                                           |

| Arbitro: | Bonfrisco (Monza) |

|  |           |                            |
|  | Marcatori | 30’ F. Giampaolo 91’ Sullo |

| Arbitro: | Braschi (Prato) |

|  |           |                      |
|  | Marcatori | 72’, 84’ Florijančič |

| Arbitro: | Treossi (Forlì) |

|  |           |             |
|  | Marcatori | 48’ Maspero |

| Arbitro: | Branzoni (Pavia) |

|                                                  |           |                                                   |
| Chianese 82’ (rig.) Zanchetta 88’ Di Michele 90’ | Marcatori | 50’ Cristallini 62’, 68’ Cammarata 83’ Scarchilli |

| Arbitro: | Pin (Conegliano Veneto) |

|          |           |  |
| Favi 45’ | Marcatori |  |

| Arbitro: | Bonfrisco (Monza) |

|                                               |           |                                             |
| Scarchilli 20’ (rig.) Fiorin 68’ Martelli 91’ | Marcatori | 19’ L. Beghetto 60’ Nappi 77’ (aut.) Cevoli |

| Arbitro: | Dagnello (Trieste) |

|               |           |  |
| Marazzina 74’ | Marcatori |  |

| Arbitro: | Preschern (Mestre) |

|              |           |  |
| Ferrante 22’ | Marcatori |  |

| Arbitro: | Gambino (Barletta) |

|                             |           |                                       |
| Ferrante 46’, 75’, 62’, 82’ | Marcatori | 67’ (rig.) Dionigi 77’ (aut.) Mezzano |

| Arbitro: | Borriello (Mantova) |

|  |           |              |
|  | Marcatori | 59’ Ferrante |

| Arbitro: | Bolognino (Milano) |

|                                                                     |           |                             |
| Ferrante 21’ Florijančič 35’ (rig.) Servidei 46’ (aut.) Mezzano 69’ | Marcatori | 65’ F. Bellucci 90’ Bachini |

| Arbitro: | Ceccarini (Livorno) |

|  |           |                                              |
|  | Marcatori | 64’ Cristallini 73’ Florijančič 86’ Ferrante |

#### Girone di ritorno
| Arbitro: | Racalbuto (Gallarate) |

|                   |           |              |
| Hubner 13’ (rig.) | Marcatori | 16’ Ferrante |

| Arbitro: | Nucini (Bergamo) |

|                    |           |                    |
| Gregori 11’ (aut.) | Marcatori | 84’ (rig.) Polesel |

| Bari 16 febbraio 1997, ore 15:00 UTC+1 22ª giornata | Bari            | 0 – 0 | Torino | Stadio San Nicola (8.047 spett.)\| Arbitro: \| Cesari (Genova) \| |
| Arbitro:                                            | Cesari (Genova) |       |        |                                                                   |

| Arbitro: | Tombolini (Ancona) |

|  |           |                |
|  | Marcatori | 78’ Bertarelli |

| Arbitro: | Collina (Viareggio) |

|             |           |                               |
| Alessio 24’ | Marcatori | 27’ Scarchilli 94’ Lombardini |

| Arbitro: | Rossi (Ciampino) |

|                            |           |               |
| Grimaudo 57’ Artistico 66’ | Marcatori | 39’ Cammarata |

| Arbitro: | Nicchi (Arezzo) |

|  |           |                          |
|  | Marcatori | 30’ Doni 64’ G. Bizzarri |

| Pescara 29 marzo 1997, ore 15:00 UTC+1 27ª giornata | Pescara            | 0 – 0 | Torino | Stadio Adriatico (11.241 spett.)\| Arbitro: \| Tombolini (Ancona) \| |
| Arbitro:                                            | Tombolini (Ancona) |       |        |                                                                      |

| Arbitro: | Rossi (Ciampino) |

|               |           |                          |
| Di Donato 77’ | Marcatori | 29’ Lucarelli 91’ Sotgia |

| Arbitro: | Bazzoli (Merano) |

|            |           |              |
| Aloisi 34’ | Marcatori | 95’ Ferrante |

| Arbitro: | Sirotti (Forlì) |

|                |           |              |
| Florijančič 7’ | Marcatori | 41’ Colacone |

| Arbitro: | Pin (Conegliano Veneto) |

|                                    |           |             |
| C. Ferrara 49’ (aut.) Ferrante 71’ | Marcatori | 10’ Massara |

| Arbitro: | Pellegrino (Barcellona Pozzo di Gotto) |

|                                          |           |  |
| Rutzittu 54’ Goossens 73’ D. Morello 83’ | Marcatori |  |

| Arbitro: | Boggi (Salerno) |

|              |           |  |
| Ferrante 40’ | Marcatori |  |

| Arbitro: | Ceccarini (Livorno) |

|                              |           |                |
| Longo 5’ (aut.) Di Fabio 68’ | Marcatori | 31’ Scarchilli |

| Arbitro: | Borriello (Mantova) |

|                  |           |           |
| Dionigi 35’, 41’ | Marcatori | 45’ Rocco |

| Arbitro: | Bolognino (Milano) |

|                             |           |                     |
| Scarchilli 12’ Ferrante 29’ | Marcatori | 53’ Paci 55’ Barone |

| Arbitro: | Bettin (Padova) |

|               |           |  |
| Macellari 13’ | Marcatori |  |

| Arbitro: | Dagnello (Trieste) |

|  |           |                                       |
|  | Marcatori | 56’, 67’ Zauli 85’ Biliotti 90’ Serra |

### Coppa Italia

#### Primo turno
| Arbitro: | Rodomonti (Teramo) |

|  |           |                          |
|  | Marcatori | 104’ Mezzano 120’ Foglia |

#### Secondo turno
| Arbitro: | Boggi (Salerno) |

|                                  |           |                |
| Andersson 36’ Casazza 86’ (aut.) | Marcatori | 31’ Lombardini |

## Statistiche

### Statistiche di squadra
| Competizione | Punti | In casa | In casa | In casa | In casa | In casa | In casa | In trasferta | In trasferta | In trasferta | In trasferta | In trasferta | In trasferta | Totale | Totale | Totale | Totale | Totale | Totale | DR |
| Competizione | Punti | G       | V       | N       | P       | Gf      | Gs      | G            | V            | N            | P            | Gf           | Gs           | G      | V      | N      | P      | Gf     | Gs     | DR |
| ------------ | ----- | ------- | ------- | ------- | ------- | ------- | ------- | ------------ | ------------ | ------------ | ------------ | ------------ | ------------ | ------ | ------ | ------ | ------ | ------ | ------ | -- |
| Serie B      | 50    | 19      | 8       | 5       | 6       | 27      | 27      | 19           | 5            | 6            | 8            | 18           | 21           | 38     | 13     | 11     | 14     | 45     | 48     | -3 |
| Coppa Italia | -     | 0       | 0       | 0       | 0       | 0       | 0       | 2            | 1            | 0            | 1            | 3            | 2            | 2      | 1      | 0      | 1      | 3      | 2      | +1 |
| Totale       | -     | 19      | 8       | 5       | 6       | 27      | 27      | 21           | 6            | 6            | 9            | 21           | 23           | 40     | 14     | 11     | 15     | 48     | 50     | -2 |

### Statistiche dei giocatori
| Giocatore      | Serie B  | Serie B | Coppa Italia | Coppa Italia | Totale   | Totale |
| Giocatore      | Presenze | Reti    | Presenze     | Reti         | Presenze | Reti   |
| -------------- | -------- | ------- | ------------ | ------------ | -------- | ------ |
| M. Andreotti   | 5        | 0       | 0            | 0            | 5        | 0      |
| C. Balesini    | 3        | 0       | 2            | 0            | 5        | 0      |
| F. Cammarata   | 21       | 3       | -            | -            | 21       | 3      |
| F. Casazza     | 36       | -42     | 2            | -2           | 38       | -44    |
| R. Cevoli      | 34       | 1       | 2            | 0            | 36       | 1      |
| F. Cinetti     | 8        | 0       | 0            | 0            | 8        | 0      |
| R. Cravero     | 17       | 0       | 0            | 0            | 17       | 0      |
| P. Cristallini | 26       | 5       | 2            | 0            | 28       | 5      |
| D. Donato      | 8        | 1       | 1            | 0            | 9        | 1      |
| M. Ferrante    | 29       | 13      | -            | -            | 29       | 13     |
| V. Fiorin      | 26       | 1       | 2            | 0            | 28       | 1      |
| M. Florijančič | 36       | 7       | 2            | 0            | 38       | 7      |
| F. Foglia      | -        | -       | 1            | 1            | 1        | 1      |
| G. Geraldi     | 1        | 0       | 0            | 0            | 1        | 0      |
| S. Ipoua       | 9        | 0       | 0            | 0            | 9        | 0      |
| L. Gatto       | 1        | 0       | 0            | 0            | 1        | 0      |
| M. Lombardini  | 24       | 1       | 1            | 1            | 25       | 2      |
| M. Longo       | 18       | 0       | 2            | 0            | 20       | 0      |
| R. Maltagliati | 25       | 0       | 2            | 0            | 27       | 0      |
| P. Martelli    | 19       | 1       | 0            | 0            | 19       | 1      |
| S. Mercuri     | 21       | 0       | 0            | 0            | 21       | 0      |
| L. Mezzano     | 32       | 1       | 2            | 1            | 34       | 2      |
| N. Frer        | 1        | 0       | 0            | 0            | 1        | 0      |
| C. Nunziata    | 34       | 0       | 2            | 0            | 36       | 0      |
| A. Pedroni     | 4        | 0       | 0            | 0            | 4        | 0      |
| S. Pellissier  | 1        | 0       | 0            | 0            | 1        | 0      |
| P. Rocco       | 21       | 1       | -            | -            | 21       | 1      |
| S. Santarelli  | 2        | -6      | -            | -            | 2        | -6     |
| A. Scarchilli  | 36       | 6       | 2            | 0            | 38       | 6      |
| V. Sommese     | 24       | 0       | 2            | 0            | 26       | 0      |
| S. Tiribocchi  | 4        | 0       | 0            | 0            | 4        | 0      |

## Giovanili

### Piazzamenti
- Primavera:
  - Campionato:
  - Coppa Italia:
  - Torneo di Viareggio: 3º posto
- Berretti:
  - Campionato:
- Allievi nazionali:
  - Torneo Città di Arco: 3º posto